# 장흥 보림사 서 승탑
장흥 보림사 서 승탑(長興 寶林寺 西 僧塔)은 전라남도 장흥군 보림사에 있는, 고려시대의 승탑 2기이다. 1963년 1월 21일 대한민국의 보물 제156호로 지정되었다.

## 개요
보림사의 서쪽에 있는 승탑 2기로, 보림사로 들어가는 입구에서 조금 떨어진 곳에 나란히 세워져 있다. 
하나는, 전체적으로 8각의 평면을 이루고 있으며, 네모반듯한 바닥돌 위로 3단의 기단을 세우고 그 위에 탑신과 지붕돌을 얹은 모습이다. 기단은 아래받침돌에는 2겹의 연꽃무늬를 새기고, 두껍고 넓은 가운데받침돌은 모서리마다 구슬을 꿰어놓은 듯한 기둥을 조각해 놓아 독특한 모습이다. 윗받침돌은 아래받침돌과 그 크기와 넓이가 비슷하며, 8장의 연꽃잎을 새겨두었다. 탑신의 몸돌에는 한쪽 면에 문짝 모양을 새기고 그 안에 자물쇠와 문고리 2개를 본떠 조각해 두었다. 지붕돌은 윗면의 경사가 꽤 급하며, 여덟 곳의 귀퉁이마다 살짝 들려있다. 
또 다른 승탑도 역시 전체적으로 8각의 평면을 이루고 있는데, 기단의 모습이 위에서 말한 승탑과 거의 비슷하다. 다만 가운데받침돌에 아무런 장식을 하지 않았고, 윗받침돌이 오른쪽 승탑보다 얇고 넓다는 점이 다르다. 탑신의 몸돌 한 면에는 자물쇠가 달린 문짝을 새겼으며, 지붕돌은 대부분 깨어져 있어 그 원래의 모습을 볼 수 없음이 안타깝다. 위의 승탑이 완전한 형태를 지니고 지나치게 장식적인데 비해, 이 승탑은 우아하긴 하나 장식성이 떨어져 전체적으로 위축된 것처럼 보인다.
2기 모두 마무리 수법이 같으며, 만들어진 때는 고려 중기로 짐작된다. 머리장식은 모두 온전하게 남아있는데, 1941년 사리를 두는 장치가 도굴되어 1944년 다시 만들어 놓았다.

## 같이 보기
- 보림사

## 참고 자료
- 장흥 보림사 서 승탑 - 국가유산청 국가유산포털